# Neuston

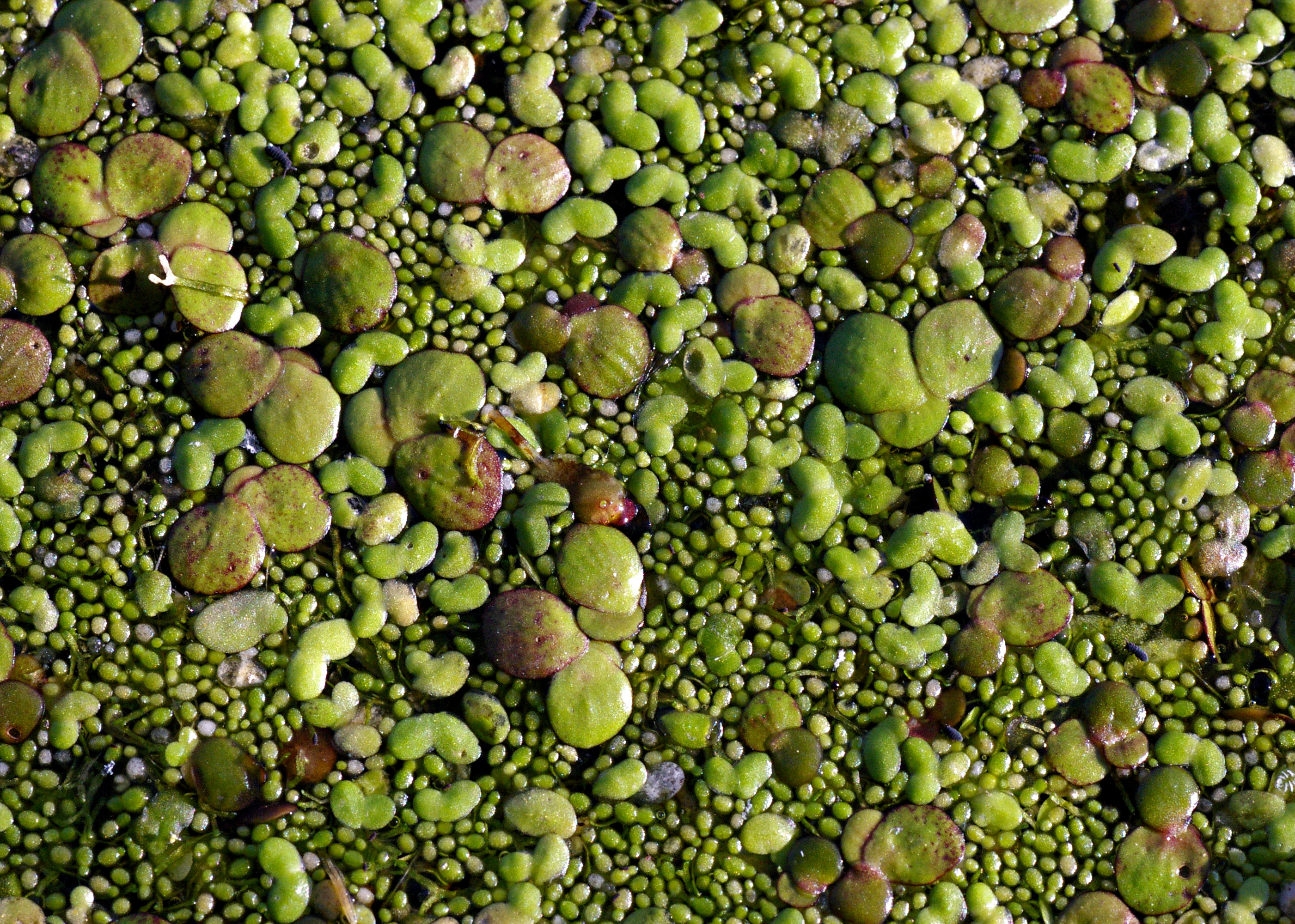
Verschiedene neustonische Pflanzen, u. a. Vielwurzelige Teichlinse (Spirodela polyrhiza; größere, zum Teil rot überlaufene „Blätter“, eigentlich Sprossglieder), Kleine Wasserlinse (Lemna minor; mittelgroße, hellgrüne „Doppelblätter“) und Wurzellose Zwergwasserlinse (Wolffia arrhiza; kleine Kügelchen). Wer genau hinschaut, entdeckt auch einige Stückchen von Teichlebermoos (Riccia fluitans) sowie schwärzlich-blaue Wasserspringschwänze (Podura aquatica).

Neuston (griechisch neuston „das Schwimmende“) bezeichnet die Gesamtheit der Organismen, die in einer dünnen Schicht direkt unter der Wasseroberfläche leben. Dabei wird zuweilen von einer etwa fünf Zentimeter dicken Schicht ausgegangen, in anderen Fällen wird nur eine wenige Millimeter dicke Schicht betrachtet.

## Lebensraum Neuston
Direkt an bzw. unter der Wasseroberfläche herrschen sehr spezielle Bedingungen, an die Tiere angepasst sein müssen, um hier überleben zu können. Zum Beispiel ist der Anteil schädlicher Ultraviolettstrahlung hoch, und es wird vermutet, dass die häufig bei Neustonarten auftretenden blauen oder violetten Färbungen einen Strahlungsschutz darstellen. Temperatur und Salinität sind im Tagesverlauf sehr variabel, bei Stürmen tritt starker Wellengang auf. Darüber hinaus sind Neuston-Arten Fressfeinden sowohl aus dem Wasser als auch aus der Luft ausgesetzt, weshalb bei ihnen auch häufig das Phänomen des sogenannten Countershadings auftritt (verschiedene Färbung der Ober- und Unterseite). 
Eine Sonderform des Neustons stellt das Epineuston dar, das nur Organismen umfasst, die direkt auf der Wasseroberfläche leben. Als Beispiel ist hier der Wasserläufer zu nennen.
Häufig werden auch die als Pleuston zusammengefassten Arten zum Neuston hinzugezählt, da eine Trennung der beiden Gruppen schwierig ist.

## Unterteilung des Neustons
Nach der Schicht:
- Epineuston: Organismen, die auf dem Oberflächenfilm des Wassers leben, zum Beispiel Wasserläufer und Taumelkäfer
- Hyponeuston: Organismen, die direkt unter dem Oberflächenfilm des Wassers leben

Nach der Zusammensetzung:
- Anemoneuston: terrigenes organisches und anorganisches Material, das vom Wind auf die Wasseroberfläche getragen wurde
- Bacterioneuston: die bakteriellen Bewohner des Neustons
- Ichthyoneuston: Fische bzw. ihre freischwimmenden Eier oder Larven im Neuston
- Phytoneuston: pflanzliche Organismen im Neuston